# Lonchoptera maculata
Lonchoptera maculata är en tvåvingeart som beskrevs av Smith 1974. Lonchoptera maculata ingår i släktet Lonchoptera och familjen spjutvingeflugor. Inga underarter finns listade i Catalogue of Life.